# Livro Negro de Carmarthen

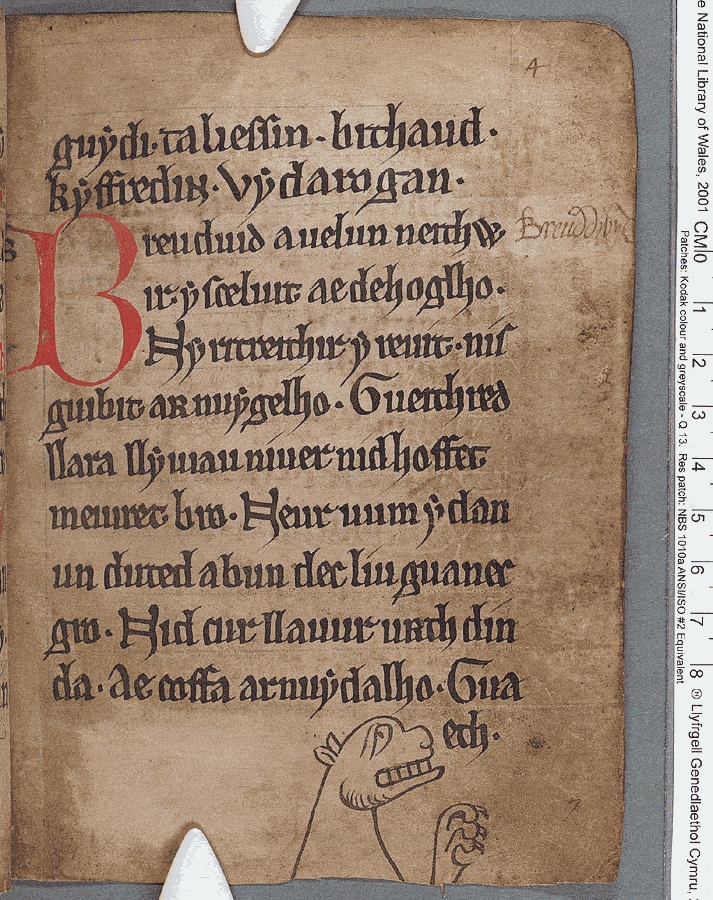
Uma página do manuscrito

O  Livro Negro de Carmarthen (em galês, Llyfr Du Caerfyrddin) é possivelmente um dos primeiros manuscritos sobreviventes escritos somente em galês. O livro é datado de meados do século XIII; a origem do seu nome vem do evangelista Teulyddog de Carmarthen, e é denominado "negro" por causa da encadernação escura. O auto é desconhecido, embora especialistas acreditem que é uma obra de um só escriba. Atualmente faz parte do acervo da Biblioteca Nacional de Gales, onde está catalogado como NLW Peniarth MS 1.